# Big Pine
Big Pine és una concentració de població designada pel cens dels Estats Units a l'estat de Califòrnia. Segons el cens del 2000 tenia 1.350 habitants.

## Demografia
Segons el cens del 2000, Big Pine tenia 1.350 habitants, 571 habitatges, i 403 famílies. La densitat de població era de 214,5 habitants/km².
Dels 571 habitatges en un 24,2% hi vivien nens de menys de 18 anys, en un 59,5% hi vivien parelles casades, en un 5,6% dones solteres, i en un 29,4% no eren unitats familiars. En el 24,7% dels habitatges hi vivien persones soles l'11,9% de les quals corresponia a persones de 65 anys o més que vivien soles. El nombre mitjà de persones vivint en cada habitatge era de 2,29 i el nombre mitjà de persones que vivien en cada família era de 2,7.
Per edats la població es repartia de la següent manera: un 20,4% tenia menys de 18 anys, un 3,9% entre 18 i 24, un 23% entre 25 i 44, un 26,3% de 45 a 60 i un 26,4% 65 anys o més.
L'edat mediana era de 47 anys. Per cada 100 dones de 18 o més anys hi havia 93,3 homes.
La renda mediana per habitatge era de 37.115 $ i la renda mediana per família de 46.094 $. Els homes tenien una renda mediana de 41.827 $ mentre que les dones 26.500 $. La renda per capita de la població era de 20.109 $. Entorn del 7,1% de les famílies i el 10,1% de la població estaven per davall del llindar de pobresa.

## Poblacions més properes
El següent diagrama mostra les poblacions més properes.